# 53º Reggimento fanteria "Umbria"
Il 53º Reggimento fanteria "Umbria" è stata un'unità militare del Regio Esercito Italiano e, con la denominazione 53º Battaglione Fanteria d'Arresto "Umbria", dell'Esercito Italiano.

## Storia

### Le origini
Il reggimento venne costituito il 16 aprile 1861 a Palermo come 53º Reggimento di fanteria, con tre battaglioni ceduti dai reggimenti 1° e 2º fanteria "Re" e 5º fanteria più grande di 53º reggimento fanteria del resto Umbria te stessa 
"Aosta" ed inquadrato insieme al 54º Reggimento fanteria "Umbria" nella Brigata "Umbria". Nel 1866 nel corso della Terza guerra d'indipendenza venne impiegato sulla riva destra del Mincio, senza però partecipare ai fatti d'arme di Custoza e successivamente nel corso dello stesso anno venne impiegato nella repressione dei moti insurrezionali in Sicilia dove nelle giornate del 21 e 22 settembre riuscì a sedare la rivolta e a ristabilire l'autorità dello Stato, guadagnando alla Bandiera la sua prima "Medaglia d'Argento al Valor Militare". Pochi mesi dopo, durante l'epidemia di colera, che investì pure reparti del reggimento, i militari del reggimento non si risparmiarono nel prestare opera di soccorso alle popolazioni del trapanese, dove il 53° era stato trasferito. Fino al 1867 il reggimento venne impiegato nella lotta contro il brigantaggio nelle province meridionali. Il 15 ottobre 1871 ha assunto la denominazione di 53º Reggimento fanteria "Umbria".
Il reggimento ha poi anche partecipato alle imprese coloniali italiane con un modesto impiego nella campagna d'Africa del 1895-96 e mobilitando diversi reggimenti nella guerra italo turca del 1911-12 che avrebbe portato alla conquista della Libia.
Fino al 1903, anno in cui venne stanzato a Vercelli il reggimento aveva più volte cambiato la sua sede spostandola da Palermo a Siracusa, a Perugia, a Siena, poi ancora a Palermo, a Genova, a Cagliari, a Reggio Emilia, a Lecce, a Napoli, a Verona, a Pistoia.

### Prima guerra mondiale
Successivamente all'entrata in guerra dell'Italia nel primo conflitto mondiale, il 5 giugno 1915 il reggimento da Vercelli raggiunse il fronte nella zona di Cortina d'Ampezzo, dislocando posti di osservazione a S. Fosca, dove ricevette il battesimo del fuoco in quel conflitto per poi vedersi assegnare a luglio l'obiettivo del Monte Piana, partecipando a partire dal 3 agosto all'offensiva, che si protrasse sino al mese di ottobre. Le difficoltà climatiche invernali e la palese difficoltà di insediare postazioni sistemate più in alto, fecero tramontare l'idea di un'azione in grande stile su monte Piana, né su regioni limitrofe, le azioni sporadiche e le azioni di disturbo non si fermarono ma non ci furono più azioni italiane di grosso peso sul fronte del monte Piana ed entrambi gli schieramenti pensarono a rinforzare le posizioni e ad adattarle al clima rigido dell'inverno, iniziando una nuova guerra, quella contro i rigori dell'inverno. Nei primi giorni di marzo del 1916 si ebbe una ripresa dell'offensiva e durante tutto l'anno il reggimento venne impiegato in un susseguirsi di attacchi dimostrativi e di puntate offensive in Val Popena e sulle pendici del Monte Piana.
Nel 1917 dopo l'inverno, venne trasferito lungo le pendici del Monte Canin, dove si prodigò in opere di fortificazione e dove, in seguito alla disfatta di Caporetto, venne sorpreso dalla ritirata della 2ª e della 3ª Armata. L'8 novembre raggiunse Montebelluna, il 10 novembre la riva destra del Piave, nella zona di Nervesa e il 1º dicembre si radunò, per riordinarsi, a Paderno d'Asolo, per entrare in linea, il 12 dicembre, nella regione Grappa - Tomba - Monfenera, dove si distinse il III°/53° che prese parte alla battaglia in Val Cancino, battendosi strenuamente per impedire il passo al nemico e meritando una menzione sul bollettino del comando Supremo che recitava: " ... merita l'onore di speciale menzione il III/53° che, sul fondo di Val Cancino, sbarrando la via al nemico col glorioso sacrificio, ha affermato ancora una volta l'eroico motto: di qui non si passa; insegna e vanto degli alpini nostri".
Il 3 novembre 1918 il reggimento, nella zona di Valdobbiadene, venne raggiunto dall'ordine di cessazione delle ostilità.
Nel corso del conflitto alla guida del 53º Reggimento fanteria "Umbria" si sono alternati i seguenti comandanti:
- Colonnello Vero Wilmant, dal 24 maggio al 3 agosto 1915.
- Colonnello Alessandro Curti dal 5 settembre 1915 al 2 ottobre 1915.
- Colonnello Alessandro Pugnetti, dal 2 al 18 ottobre 1915.
- Colonnello Ignazio Sardi, dal novembre 1915 al 25 maggio 1917.
- Colonnello Romolo Ghersi, dal maggio 1917 al luglio 1918.
- Tenente colonnello Giuseppe Franchini, dall'agosto 1918 al termine della guerra.

### Tra le due guerre
Al termine del primo conflitto mondiale il reggimento restò nel Cadore sino al 12 settembre, data in cui rientrò nella sede di Vercelli.
Nel giugno 1920 al reggimento venne concesso l'Ordine Militare di Savoia.
Con l'applicazione della legge 11 marzo 1926 sull'ordinamento del Regio Esercito che prevedeva la formazione delle Brigate su tre reggimenti venne assegnato alla II Brigata di fanteria unitamente al 54º Reggimento fanteria "Umbria" e al 68º Reggimento fanteria "Palermo", articolato su due battaglioni.
Nel marzo 1934 al reggimento venne concesso il motto araldico "Sento in cuor l'antica Patria". Nel corso dello stesso anno il reggimento ha trasferito la sua sede da Vercelli ad Ivrea,
Il 30 settembre 1934 da una compagnia di nuova costituzione del 53º Reggimento fanteria "Umbria" ebbe origine, ad Ivrea, il 14° Sotto-settore autonomo alpino, che diventerà il X Settore di Copertura della "Guardia alla Frontiera".
Il reggimento prese parte alla guerra di Etiopia con il I battaglione che venne inquadrato nel 38º Reggimento fanteria "Ravenna".
Il 5 aprile 1939 lasciò nella sua sede di Ivrea i suoi Reparti al 38º Reggimento fanteria "Ravenna", trasferendo la propria sede a Biella dove viene ricostituito, inglobando il I° battaglione del 68º Reggimento fanteria, già di stanza in questa città e il I° battaglione dell'87º Reggimento fanteria, dislocato a Montevarchi e costituendo a Cossato il III° battaglione con richiamati.
Con la costituzione delle divisioni binarie dal 25 aprile 1939 venne inquadrato nella Divisione fanteria "Sforzesca" nella quale vennero inquadrati anche il 54º Reggimento fanteria e 17º Reggimento artiglieria per divisioni di fanteria ed in tale circostanza il 24 agosto assunse la denominazione di 53º Reggimento fanteria "Sforzesca".

### Seconda guerra mondiale
All'entrata in guerra dell'Italia nella seconda guerra mondiale il reggimento venne schierato sul fronte francese fino alla capitolazione della Francia e all'armistizio di Villa Incisa del 25 giugno 1940, rientrando nella sede di Biella il 4 novembre successivo.
Nel gennaio 1941 il reggimento raggiunse il fronte greco-albanese dove si coprì di gloria nei combattimenti di Mali Scindeli, Mali Trebescines, Klisura, guadagnando alla Bandiera un'ulteriore Medaglia d'Argento al Valor Militare.
Il 21 luglio 1941 conclusa la campagna di Grecia, il 53º fanteria viene rimpatriato, rientrando nella sua sede di Biella.
Il 26 maggio 1942 la Bandiera del Reggimento viene decorata a Novara, dal Re Vittorio Emanuele III, con la seconda Medaglia d'Argento al Valor Militare per l'indomita volontà e il tenace ardore tenuto sul fronte greco.
Alla fine di giugno 1942 il Reggimento venne inviato in Russia, dove ha operato nel corso della Prima battaglia del Don nella zona di Jagodnij, guadagnando alla bandiera una Medaglia d'Argento al Valor Militare e combattendo nella seconda battaglia del Don, nel corso dell'Operazione Piccolo Saturno a Ob Tschirsky, Popowka, Annenskij, Krasnojarowka fino ad essere decimato. Il valore dei Fanti del 53º Reggimento venne evidente dalla motivazione della Medaglia d'Oro al Valor Militare concessa per la seconda battaglia del Don e per il successivo dramma della ritirata nella steppa russa.
Il 20 aprile 1943 la Bandiera del Reggimento fece il suo rientro a Biella. L'11 luglio il Reggimento viene schierato a presidio del confine orientale, sul Carso.
L'8 settembre, il reggimento, arretrato sino a Trieste, a seguito delle vicende armistiziali, si sciolse, essendo stato il suo comandante, catturato dai tedeschi. Riuniti all'ippodromo di Montebello, parte dei fanti evase portando con sé le armi e gli equipaggiamenti e parte venne deportata in Germania.

### La storia recente
Il 1 luglio 1963 il reggimento venne ricostituito come 53º Reggimento fanteria d'arresto "Umbria" nella sede di Jalmicco di Palmanova nella caserma Vinicio Lago, alle dipendenze della Divisione fanteria "Folgore".
In seguito alla riorganizzazione dell'Esercito Italiano del 1975 che aboliva il livello reggimentale, il 1º ottobre 1976, sulla base dei quadri e dei fanti del I Battaglione del 53º Reggimento fanteria d'arresto "Umbria", venne costituito il 53º Battaglione fanteria d'arresto "Umbria", che ereditava la Bandiera, le tradizioni, il motto, le mostrine e il nome dal 53º Reggimento fanteria "Umbria". Al 53º Battaglione fanteria d'arresto "Umbria", che il 10 ottobre 1987 ricevette la nuova Bandiera di guerra, venne assegnata la sede di Pavia di Udine nella caserma Luigi Paravano, con un distaccamento presso caserma Pietro Colobini di Brazzano (caserma Colobini) e venne inquadrato nella Divisione "Folgore", con sede a Treviso.
Il 1 ottobre 1986 a seguito dello scioglimento delle Divisioni, il 53º Battaglione fanteria d'arresto "Umbria" venne inquadrato nella Brigata meccanizzata "Gorizia".
Il seguito alla fine della guerra fredda e allo scioglimento del Patto di Varsavia i battaglioni della fanteria d'arresto vennero progressivamente sciolti a partire dalla fine del 1991 e il 31 marzo 1993 anche il 53º Battaglione fanteria d'arresto "Umbria" viene sciolto.

### Decorazioni alla Bandiera di Guerra

Fregio dell'Arma di Fanteria dell'Esercito Italiano (usato per la Fanteria di Linea)

## Stemma
Scudo Partito. Il primo rosso e d'argento in fascia: al capo ... Il secondo fasciato d'argento e d'azzurro di otto pezzi, al capo il monte all'italiana di sei cime d'oro, sormontato da un falco (?). Il tutto abbassato da un capo d'oro con il quartier franco d'azzurro, al tridente bizantino d'Ucraina d'oro.
Corona turrita.
Ornamenti esteriori:
lista bifida: d'oro, svolazzante, collocata sotto la punta dello scudo, incurvata con la concavità rivolta verso l'alto, riportante il motto: "SENTO IN CUOR L'ANTICA PATRIA"
onorificenza: accollata alla punta dello scudo con l'insegna dell'Ordine Militare d'Italia pendente al centro del nastro con i colori della stessa.
nastri rappresentativi delle ricompense al Valore:

## Insegne e Simboli
- Il Reggimento indossa il fregio composto da due ali con una daga. Al centro nel tondino è riportato il numero "53".
- Le mostrine del reggimento sono rettangolari con ala e daga su camo blu sotto rettangolo di colore Verde e Bianco. Alla base della mostrina si trova la stella argentata a 5 punte bordata di nero, simbolo delle forze armate italiane.

## Motto
Sento in cuor l'antica Patria

## Festa del reggimento
12 dicembre, la Madonna del DON, in ricordo dei caduti di Russia

### Decorati individuali al Valor militare
- Cesare Campana (militare), maggiore, Mali Scindeli, 17 febbraio 1941.
- Michele Macrì, sergente, Monginevro, 20 giugno 1940..
- Carlo Noé, caporale, Bois de Suffin, 20 giugno 1940.